# Прентис, Бернадет
Бернадет Анджела Прентис (англ. Bernadeth Angela Prentice; род. 31 мая 1969) — сент-китс и невисская легкоатлетка, выступавшая в беге на короткие и средние дистанции. Участница летних Олимпийских игр 1996 года.

## Биография
Бернадет Прентис родилась 31 мая 1969 года.
В 1996 году вошла в состав сборной Сент-Китса и Невиса на летних Олимпийских играх в Атланте. В эстафете 4х100 метров сборная Сент-Китса и Невиса, за которую также выступали Бернис Мортон, Элрисия Фрэнсис и Валма Басс, не смогла завершить полуфинальный забег, сойдя с дистанции на четвёртом этапе. В эстафете 4х400 метров сборная Сент-Китса и Невиса, за которую также выступали Дайана Фрэнсис, Валма Басс и Тамара Уигли, заняла в полуфинале последнее, 7-е место с результатом 3 минуты 35,12 секунды, уступив 8,30 секунды попавшей в финал с 5-го места сборной Чехии и установив рекорд страны.